# Шег-Харбор
Шег-Харбор — небольшая рыбацкая деревня, расположенная на южном побережье Новой Шотландии, Канада. Это одна из нескольких небольших деревень в муниципалитете Баррингтон графства Шелберн. Численность населения Шег-Харбора составляет примерно 400—450 человек. Основное занятие — промысел омара, с ноября по май.
В Шег-Харборе есть гостиница, кафе, почтовое отделение, две пристани, две баптистских церкви и музей Чапел-хилл. Музей существует с 1856 года, и зачислен в Реестр исторических мест Канады.